# 대창 (기업)
대창(Daechang)은 대한민국의 황동봉 제조 기업이다. 본사는 경기도 시흥시 정왕동 1292-4 시화산단 4나 506에 위치해 있다. 대표이사는 조시영이다.
동남아, 호주, 뉴질랜드, 미국, 유럽, 인도 등 약 20여 개국에 수출을 한다.

## 종속기업
- 대창서원동합금무역
- 태우
- 아이엔스틸인더스트리

## 참고 문헌
1. ↑  박은비, 대창, 조시영·조경호 대표 체제로 변경, 뉴시스, 2024년 3월 27일
2. ↑  방정환, 대창 조시영 회장, 15년째 고향 군산에 장학사업, 철강금속신문, 2023.07.26
3. ↑  김진원, 조시영 대창그룹 회장, '황금빛 쌀' 황동에 꽂힌 구리 인생 반세기, 한국경제, 2022.03.30